# Krzysztof Rzepa
Krzysztof Ignacy Rzepa – polski historyk, dr hab. nauk humanistycznych, profesor nadzwyczajny Instytutu Historii Wydziału Historii Uniwersytetu im. Adama Mickiewicza w Poznaniu.

## Życiorys
10 maja 1982 obronił pracę doktorską Ruch socjalistyczny wśród wychodźstwa polskiego w Niemczech (od 1914 r.), 2 listopada 1998 habilitował się na podstawie pracy zatytułowanej Od utopii do pragmatyzmu. Od sekty do milionowej partii. Socjaldemokracja niemiecka przed 1914 rokiem. Autor haseł w Słowniku biograficznym działaczy polskiego ruchu robotniczego. Otrzymał nominację profesorską.
Objął funkcję profesora nadzwyczajnego w Instytucie Historii na Wydziale Historii Uniwersytetu im. Adama Mickiewicza w Poznaniu.